# ناجی جتر
ناجی آنتونی جتر (انگلیسی: Nadji Anthony Jeter؛ زاده ۱۸ اکتبر ۱۹۹۶) یک بازیگر آمریکایی است. به خاطر ارائه صدا و ضبط حرکت برای سام در بازی ویدئویی اکشن ماجراجویی آخرین بازمانده از ما (۲۰۱۳) و مایلز مورالز در چندین پروژه مارول کامیکس از سال ۲۰۱۷ شناخته شده‌است.

## زندگی‌نامه
ناجی آنتونی جتر در ۱۸ اکتبر ۱۹۹۶ در آتلانتا، جورجیا به دنیا آمد. در سنین جوانی، والدینش متوجه شدند که او در رقص، بازیگری و کمدی استعداد دارد. در سن ۹ سالگی، او به عنوان یک رقصنده در گالا بنیاد نگاه جدید آشر اجرا کرد. او همچنین به عنوان یک طلسم رقص برای آتلانتا هاکس از ان‌بی‌ای اجرا کرد. او در سال ۲۰۰۷ به لس آنجلس نقل مکان کرد تا حرفه خود را دنبال کند.